# Amos Sawyer
Amos Claudius Sawyer (Greenville (Liberia), 15 juni 1945 – Baltimore (Maryland), 16 februari 2022) was een Liberiaans politicus en academicus. Van 22 november 1990 tot 7 maart 1994 was hij als voorzitter van de Regering van Nationale Eenheid staatshoofd van Liberia.

## Biografie
Sawyer was afkomstig uit een familie die zich aan het begin van de negentiende eeuw vanuit de Verenigde Staten van Amerika in Liberia vestigde. Hij volgde lager en middelbaar onderwijs in Maryland County en studeerde vervolgens aan de Universiteit van Liberia waar hij in 1966 zijn B.A.-diploma behaalde. Nadien studeerde hij aan de Northwestern-universiteit in Chicago, Illinois (VS) waar hij zijn Master of Arts-diploma (1970) en zijn doctorstitel (Ph.D.) behaalde.
Na zijn terugkeer in Liberia was hij als hoogleraar verbonden aan de Universiteit van Liberia. Hij was als activist betrokken bij de oprichting van de Movement for Justice in Africa (MOJA), een beweging die streefde naar de beëindiging van het machtsmonopolie van de Americo-Liberianen en de regerende True Whig Party (TWP). Naast zijn werk als hoogleraar en politiek activist gaf hij als vrijwillig docent les aan een avondschool aan jonge, achtergestelde Liberianen. Een van zijn pupillen was de latere militaire machthebber van Liberia, sergeant-majoor Samuel Doe.
In 1979 stelde Sawyer zich kandidaat voor het burgemeesterschap van de hoofdstad Monrovia. Hij betrad de politieke arena als onafhankelijk politicus en niet, zoals gebruikelijk, als kandidaat voor de regeringspartij TWP. Omdat er in regeringskringen serieus rekening mee werd gehouden dat Sawyer de verkiezingen zou kunnen winnen, werd hij op alle fronten tegengewerkt. Zo was het hem niet toegestaan gebruik te maken van de hal in het gemeentehuis voor politieke bijeenkomsten, iets waar de kandidaat van de TWP wel gebruik van mocht maken. Bij de verkiezingen van november 1979 werd Sawyer verslagen door de kandidaat van de TWP.
Na de staatsgreep van 1980 waarmee er een einde kwam aan de dominantie van de Americo-Liberianen en de TWP werd Sawyer door de People's Redemption Council, de regering, benoemd tot voorzitter van de commissie die belast was met het opstellen van een nieuwe grondwet. Daarnaast werd hij hoogleraar in politicologie aan de Universiteit van Liberia (1980) en was hij enige tijd rector magnificus van de universiteit. In 1983 richtte hij de centrumlinkse Liberian People's Party (LPP), een van de partijen die door de nieuwe regering werd gesanctioneerd.
Na de moord op president Samuel Doe in september 1990 en het uitbreken van de Eerste Liberiaanse Burgeroorlog trad Sawyer naar voren als een van de nieuwe leiders van het land. Op 22 november 1990 werd Sawyer gekozen tot voorzitter van de nieuw ingestelde Regering voor Nationale Eenheid en bekleedde daarmee feitelijk het ambt van president van het land. Aanvankelijk benoemd voor de duur van een jaar, werd zijn termijn telkens verlengd als gevolg van de aanhoudende burgeroorlog. Op 7 maart 1994 maakte hij plaats voor David Kpomakpor die het ambt van voorzitter van de Staatsraad (de facto staatshoofd) op zich nam. Nadien keerde Sawyer naar de VS terug waar hij als academicus verbonden was aan de Indiana University Bloomington, Bloomington, Indiana.
Sawyer steunde de kandidatuur van Ellen Johnson Sirleaf bij de verkiezingen van 2005 en 2011.
Hij overleed op 16 februari 2022 na een hartstilstand in het Johns Hopkins Hospital in de Amerikaanse stad Baltimore.

## Bron
- (en)  D. Elwood Dunn en Svend E. Holsoe: Historical Dictionary of Liberia, The Scarecrow Press, Metuchen, New Jersey en Londen 1983